# Maison de Mika Alas
La maison de Mika Alas (en serbe cyrillique : Дом Мике Аласа ; en serbe latin : Dom Mike Alasa) est située à Belgrade, la capitale de la Serbie, dans la municipalité urbaine de Stari grad. En raison de son importance architecturale et historique, cet édifice, construit en 1910, figure sur la liste des monuments culturels protégés de la République de Serbie et sur la liste des biens culturels de la Ville de Belgrade.

## Présentation
La maison du célèbre mathématicien et académicien Michel Pétrovitch, située 22 Kosančićev venac, a été construite en 1910 d'après un projet de l'architecte Petar Bajalović.
Le bâtiment, doté d'un rez-de-chaussée et d'un étage, est conçu dans la lignée de l'architecture traditionnelle tandis que la façade principale a été dessinée dans l'esprit du début du XXe siècle, avec des motifs floraux Art nouveau mêlés à des éléments serbo-byzantins ; elle est dotée d'une avancée latérale, avec un portail voûté surmonté d'un balcon en fer forgé, lui-même surmonté d'un gâble triangulaire. L'ensemble possède une structure en bois et est composé de briques et de mortier de chaux.

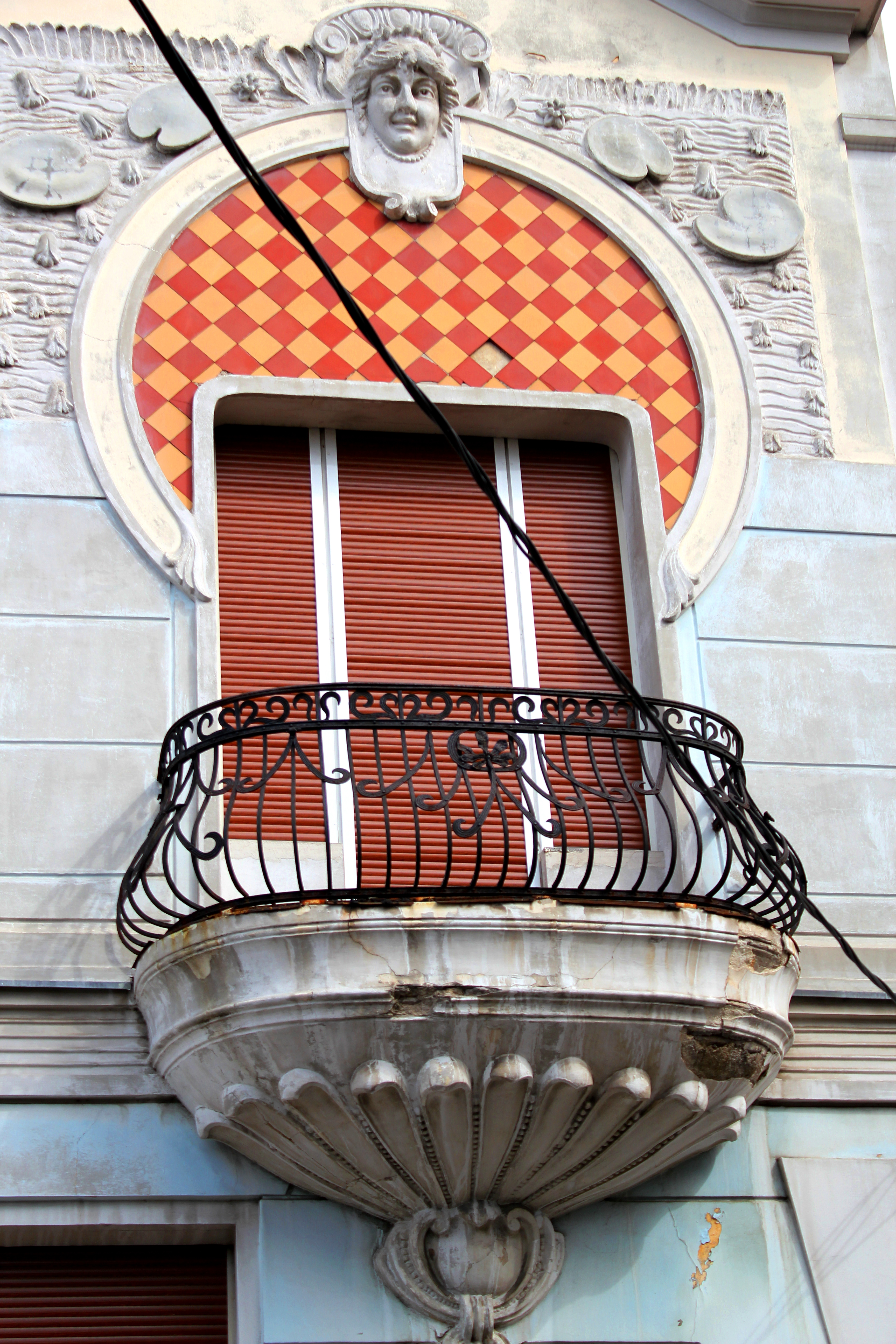
Détail de la façade